# Paola Bautista de Alemán
Paola Bautista de Alemán (Maracaibo, 28 de abril de 1981) es una periodista y política venezolana.

## Educación
Paola se graduó como periodista en la Universidad Católica Andrés Bello. Posteriormente estudió y obtuvo una maestría en ciencia política en la Universidad Simón Bolívar de Caracas y en 2019 recibió el título de doctor Rerum Politicarum, con mención cum laude, en la Universidad de Rostock, Alemania.

## Carrera
Actualmente preside la Fundación Juan Germán Roscio, asociada al partido político Primero Justicia, donde es también Vicepresidenta Nacional de Formación y Programas.
Paola Bautista de Alemán también preside el Instituto de estudios políticos, económicos y sociales FORMA, donde ha impulsado numerosas investigaciones en cuanto a las condiciones predemocráticas en Venezuela, la reconstrucción del Estado y transiciones de la democracia en el mundo. Asimismo, dirige la Revista Democratización en dicho instituto y es columnista de Diálogo Político.
También fue entrevistada para el documental de 2021 «Rómulo Resiste», dirigido por Carlos Otezya. El mismo año recibió el «Premio Mujer Analítica 2021», otorgado por la asociación Mujer y Ciudadanía.

## Obras
- A callar que llegó la revolución.
- El fin de las democracias pactadas: Venezuela, España y Chile.
- The Transitions of Democracy: between freedom and authoritarianism (co-editor)